# Frithjof Schuon
Frithjof Schuon, švicarski filozof, metafizik, slikar in pesnik nemškega porekla, * 18. junij 1907, Basel, Švica, † 5. maj 1998, Bloomington, Indiana, Združene države Amerike.
Frithjof Schuon je deloval predvsem na orientalskem področju filozofije. Njegov opus odlikuje mojstrsko ravnovesje objektivnosti in strogosti, s katerim odgovori na vprašanja sodobnega človeka, ki se pojavijo ob novih odkritjih znanosti in nihilizmu, ki ga je obkrožal.S svojim obširnim poznavanjem filozofskih, verskih in še posebej mističnih tradicij sveta, je le te lahko primerjal in jih postavil v celovit splošen kontekst.

## Življenjepis
Frithjof Schuon se je rodil 18. junija 1907 v Baslu v Švici očetu Nemcu in materi iz Alzacije. Že kot mlad se je po smrti očeta z materjo in bratom preselil v Francijo, kjer je dobil tudi francosko državljanstvo. Tako je že kot mlad obvladal tako nemščino kot francoščino.
Že od rane mladosti je iskal metafizično resnico sveta. To ga je tudi privedlo do branja hinduističnih spisov in del francoskega filozofa Reneja Guenona. Po odsluženi 18-mesečni vojaški obveznosti se je preselil v Pariz, kjer se je začel učiti arabsko. V tridesetih letih 20. stoletja je obiskal več držav severne Afrike: Maroko, Alžirijo in Egipt. Leta 1939 je obiskal tudi Indijo, njegov obisk pa je prekinil izbruh prve svetovne vojne. Moral se je vrniti v Francijo, ker je bil vpoklican v vojsko. Med vojno so ga ujeli Nemci, uspelo pa mu je pobegniti v Švico, kjer je dobil azil. V Švici je nato živel še 40 let. Poročil se je leta 1949 s podobnomislečo švicarsko Nemko.
Po drugi svetovni vojni je sprejel vabilo na obisk v ZDA, kjer je nekaj mesecev živel med Indijanci. Z ženo sta veliko potovala, Frithjof pa je medtem pisal svoja dela. Ta so bila večinoma verske vsebine, postal pa je tudi duhovni vodja Tradicionalistične šole. Večkrat so ga obiskali tudi večji misleci z Daljnega vzhoda. Življenje je posvetil devici Mariji, o kateri je bilo veliko njegovih del, saj je bil človek, ki ga je navdihovala molitev
Leta 1980 je emigriral v ZDA, kjer si je dopisoval s somišljeniki, učenci in bralci njegovih del.
Umrl je 5. maja 1998.

## Filozofija
- Enotnost ver: okrog leta 1920 je postal tradicionalist, zagovarjal je tezo, da ima vsaka religija poleg dobesednega pomena tudi ezoterično dimenzijo, ki je ključna in univerzalna: Menil je, da je Bog središče vsega in da vse poti vodijo k Bogu.
- Frithjof najbolj obogati orientalsko filozofijo. V njegovih delih lahko opazimo, da radikalno kritizira individualizem, racionalizem, empirizem, skepticizem in naturalizem ter ignorira metafizične principe, tradicionalna znanja in prezira zasužnjevanje človeka z lastnimi čuti. Frithjof je verjel, da je edino pravilno tisto, kar misli on. Huston Smith je njegovo mišljenje razložil kot prepričanje, da je vsak človek čudo, ki ustvarja svojo lastno religijo in, da se mu noben od danes živečih mislecev ne upa postaviti po robu, saj je Frithjof Schuon pri svoji odgovorih na vprašanja ignoriral pomen, vrednote in splošni kontekst.
- Metafizika: Frithjof je črpal snov iz hinduističnih spisov, zagovarjal pa je tezo, da obstaja očem skrito splošno dorbo in neskončno.
- Duhovna pot: Ljudje morajo spoznati resnico in nato ljubiti ¨lepo¨ in naravo. To je poimenoval ¨Metafizična transparentnost fenomenov¨. Ta teza se je tudi ujemala z originalnim muslimanskim pojmovanjem boga.
- Kritika sodobnosti: Frithjof je sodobnost kritiziral zaradi nezavedanja o obstoju relativne dimenzije, kar je pojasnjeval s tem, da je verjel v reinkarnacijo. Kritiziral je tudi Freuda, ker so se mu njegova prepričanja zdela preveč nekonvencionalna.

## Najpomembnejša dela
Njegovo prvo delo »De l' Unite Transcendante des Religions' (1961)« je še danes za mnoge eno izmed najbolj impresivnih del primerjalnih študij orientalske in zahodne religije. Kot nam pove naslov je tema knjige enotnost religiozne modrosti, enotnost pa je edinstvena. Pri tem je potrebno poudariti, da je enotnost transcendentna, kar pomeni, da enotnost kaže v duhu. Bistvo te knjige je, da obstaja ena in edina resnica, vsaka religija pa veruje v to, da ima ona edino pravilno resnico tj. resnica je ena in edina, obstaja pa veliko različnih odtenkov le te. Vsi odtenki so različni, a hkrati enakovredni, pri čemur ne moremo izbrati edinega pravilnega.
Drugo pomembno delo »Survey of metaphysics and esoterism (1986)«, je zbirka esejev, ki rešuje problem protislovja med intelektualnostjo in prepričanji. Schuon v nje določa temeljna načela metafizike in kozmologije, nato pa obravnava tradicionalno ortodoksijo. Na koncu knjige Frithjof obravnava  tudi domeno duše, življenjskih preizkušenj in sreče.
Naslednje pomembno delo »Comprendre l'Islam (1963)« se začne z besedami kot so »Islam je srečanje Boga kot takega in človeka kot takega .... Islam se srečuje s tem, kar je v Bogu nespremenljivo s tem, kar je trajno v človeku." Delo je danes klasično delo islama, morda tudi eno izmed najbolj napačno interpretiranih.  Cilj knjige ni opisati islam, temveč poiskat njegovo globoko versko osnovo. Schuon odpira nove poglede in razkrije ezoterično razsežnost, ki je jedro muslimanske duhovnosti. Znak avtorjeve perspektive je intelektualna univerzalnost, ki pri preučevanju določenega verskega okvira zlahka opozarja na vzporednice in koncepte iz drugih tradicij. Zaključimo lahko s citatom »kar potrebujemo danes in v vsem preteklem času od začetka razodetja, je ... ponovno odkritje resnice, napisane v večnem slogu, v bistvu človekovega duha".
»Études Traditionnelles (janvier-février etmars-avril, 1964)« je zbirka esejev, ki preučujejo duhovno dediščino človeka. Eseji kritično obravnavajo zgodovino in interpretirajo duhovno dediščino človeka na podlagi tradicionalnega pogleda na svet. Eseji imajo neenakovreden pomen znotraj dela, saj so nekateri izmed njih odvečni, v drugih pa Schuon dokaže vso svojo mojstrstvo.
Najbolj pomembni so naslednji štirje eseji:
- "Regards sur les mondes anciens" (1964) [Svetloba antičnih svetov]
- "Chute et Déchéance" (1961) [padec in zaplen]
- "Dialogues entre Hellénistes et Chrétiens" (1962) [Dialog med helenisti in kristjani]
- "Propos sur la naïve" (1964) [O naivnem]

Delo vnese nov element brezkompromisne resnice, ki razkrije delovanje človeškega sistema, kjer se njegovi člani neprestano  »obračajo po vetru«. 
Naslednje Schuonovo delo »Spiritual Perspectives and Human Facts (1969)« pripoveduje klasične duhovne perspektive in človeška dejstva filozofije. Schuon kot vodilni predstavnik perenialistične šole primerjalnih religij razglablja o omejitvah moderne družbe in njenem razmišljanju, vlogi simbolizma in estetike v umetnosti in naravi, ter obrvema motiv ljubezni in znanja v določeni religiji. Motiv ljubezni, znanja in običajev so med seboj povezani v »spiralo« življenja. 

### Dela, prevedena v slovenščino
- Logika in transcendenca. Služabnik in zedinjenje (2013)
- Religija srca (2013)
- Presežna enotnost religij (2012)